# David Walters
David "Dave" Walters (Newport News, 27 de setembro de 1987) é um nadador norte-americano, ganhador de uma medalha de ouro em Jogos Olímpicos.
Bateu o recorde mundial dos 4x200m livres com a equipe americana.